# St. Maria (Blumenthal)

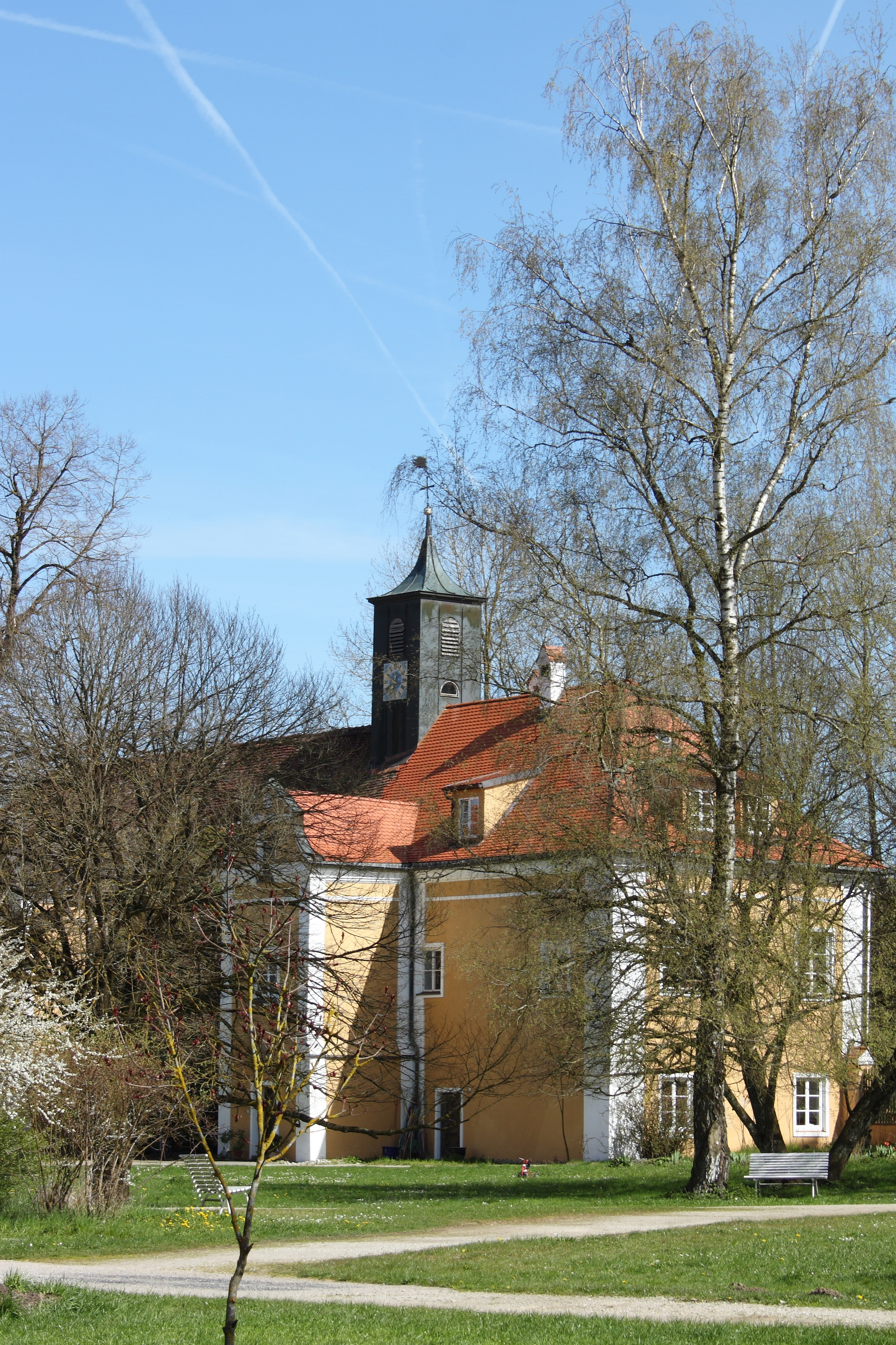
Schlosskapelle St. Maria

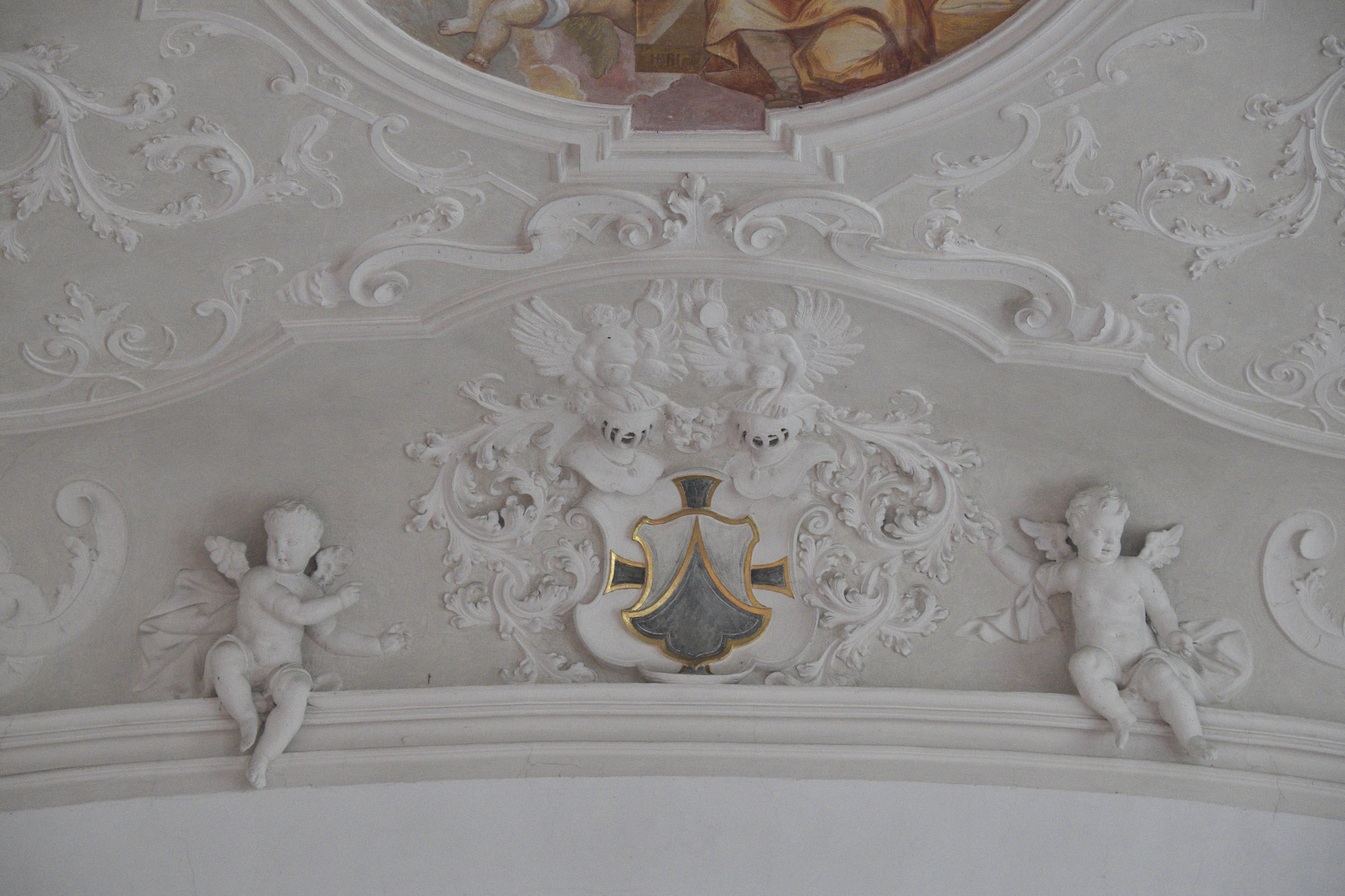
Wappen des Komturs Johann Franz von Weichs

Die katholische Filialkirche St. Maria in der Gemeinde Aichach im bayerischen Regierungsbezirk Schwaben war ehemals die Schlosskapelle der Deutschordenskommende Blumenthal. Die Kirche ist im einzig erhaltenen Südflügel des ursprünglich aus vier Flügeln bestehenden und von Wassergräben umgebenen Schlosses eingerichtet. Die  Maria geweihte Kirche gehört heute zur Pfarrei Klingen. Am Ostermontag ist die Kirche Ziel des traditionellen Emmausganges.

## Geschichte
Schloss Blumenthal wurde um 1568 als Hauptsitz der Komturei erbaut. Bis 1822 stand es in der Südostecke der heutigen Anlage. Nach der Säkularisation wurde die ehemalige Kommende Blumenthal verkauft und der spätere Besitzer ließ das Wasserschloss bis auf den Südflügel abreißen.
Unter dem Komtur Johann Franz von Weichs wurde die Kirche in den Jahren 1719 bis 1721 im Stil des Barock umgestaltet. Sein Wappen befindet sich über dem Portal und in einer Stuckkartusche am Chorbogen.

## Architektur

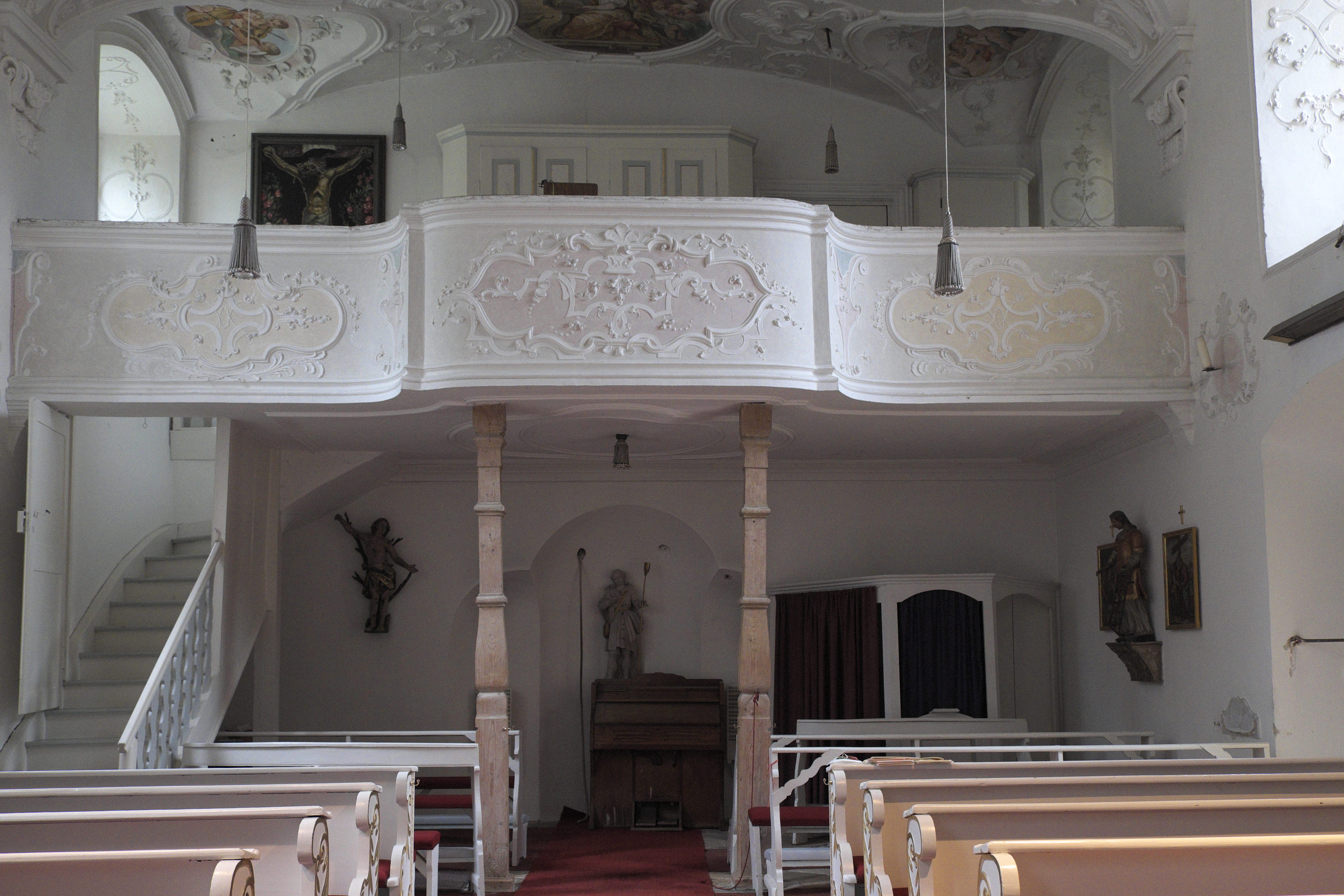
Orgelempore

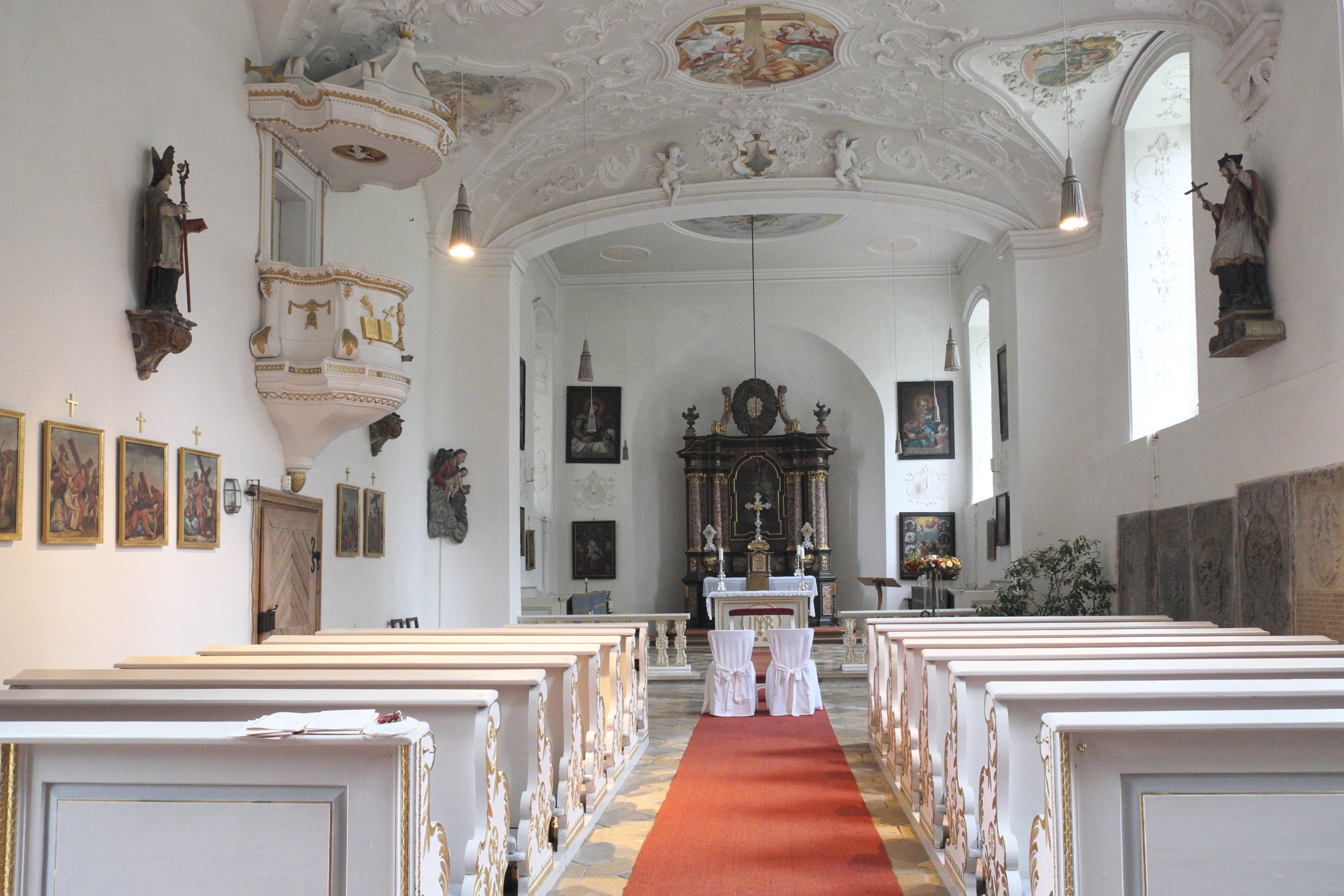
Innenraum

Die Kirche besteht aus einem einschiffigen Langhaus mit im Osten abgerundeten Ecken und einem leicht eingezogenen rechteckigen Chor. Die halbrunde Altarnische wurde beim Abriss des Schlosses beschädigt und in der Mitte des 19. Jahrhunderts neu gebaut. Die Flachdecke wurde 1967 erneuert.

## Stuck und Fresken
Der Bandelwerkstuck mit musizierenden Engeln und die Fresken von Melchior Steidl wurden um 1720 ausgeführt. Die Fresken sind von Stuckrahmen eingefasst und stellen musizierende Engel, die heilge Cäcilia und Szenen aus dem Alten Testament wie die Eherne Schlange dar. Das große Deckengemälde zeigt den Kampf des Erzengels Michael gegen Luzifer.

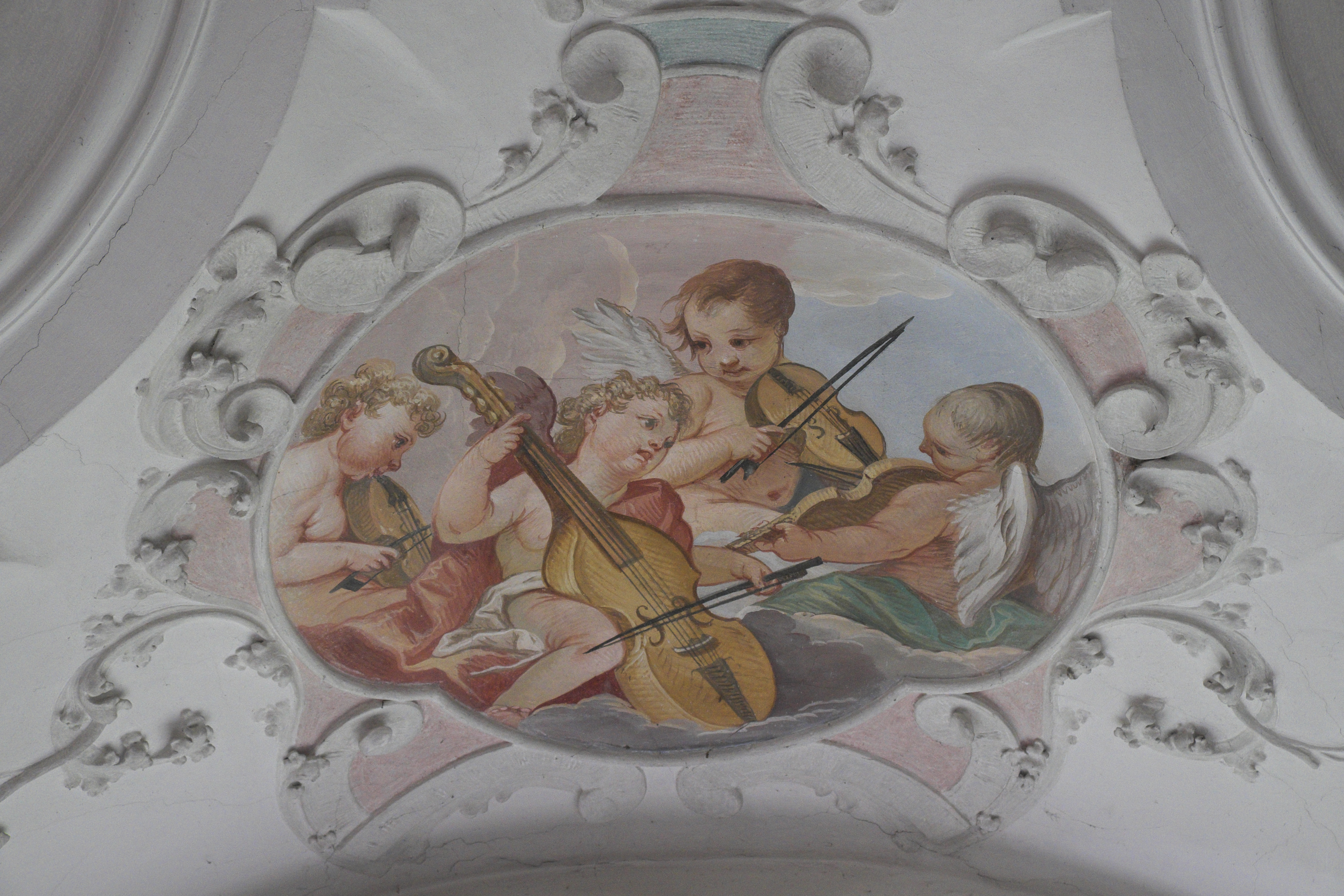
Musizierende Engel
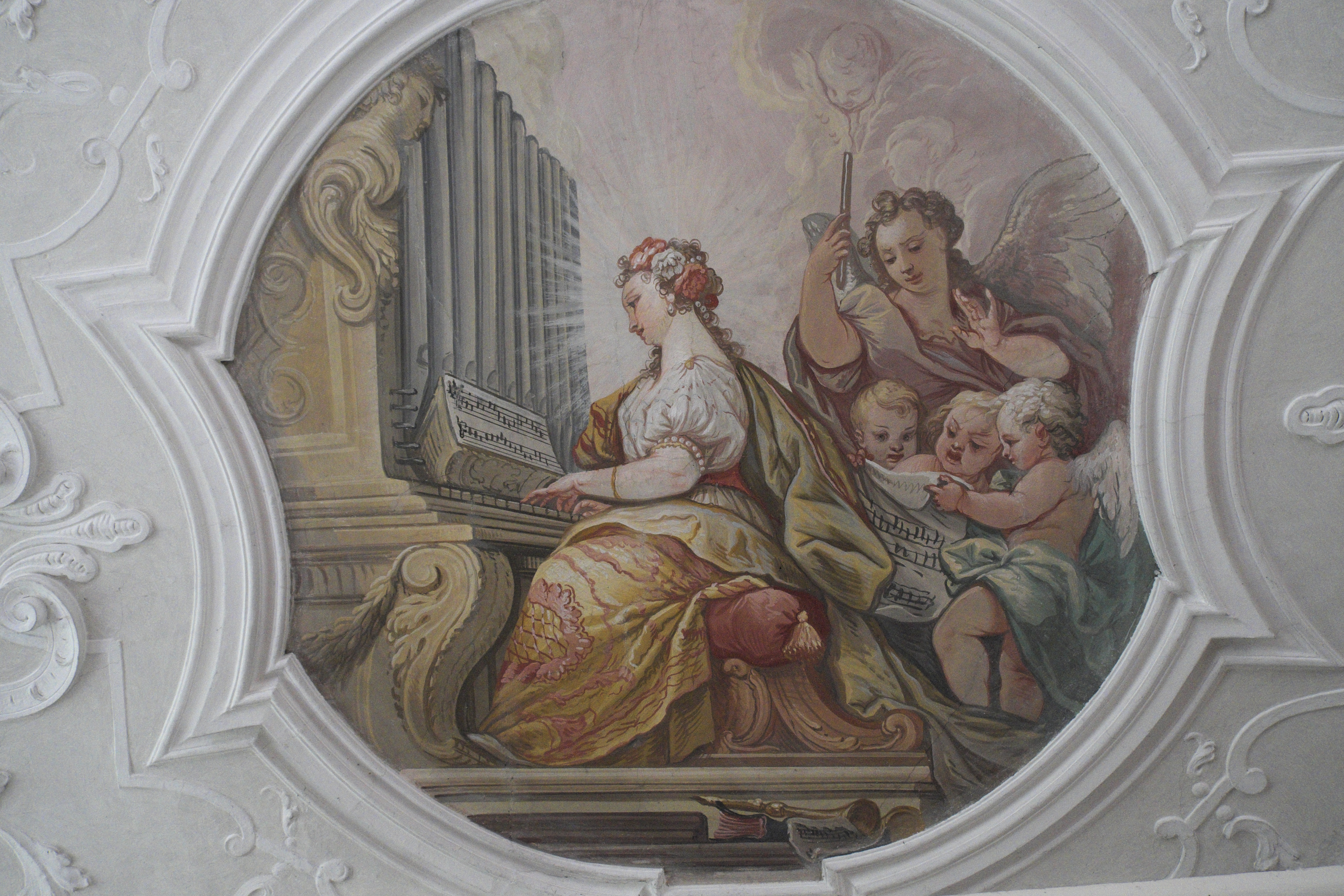
Hl. Cäcilia
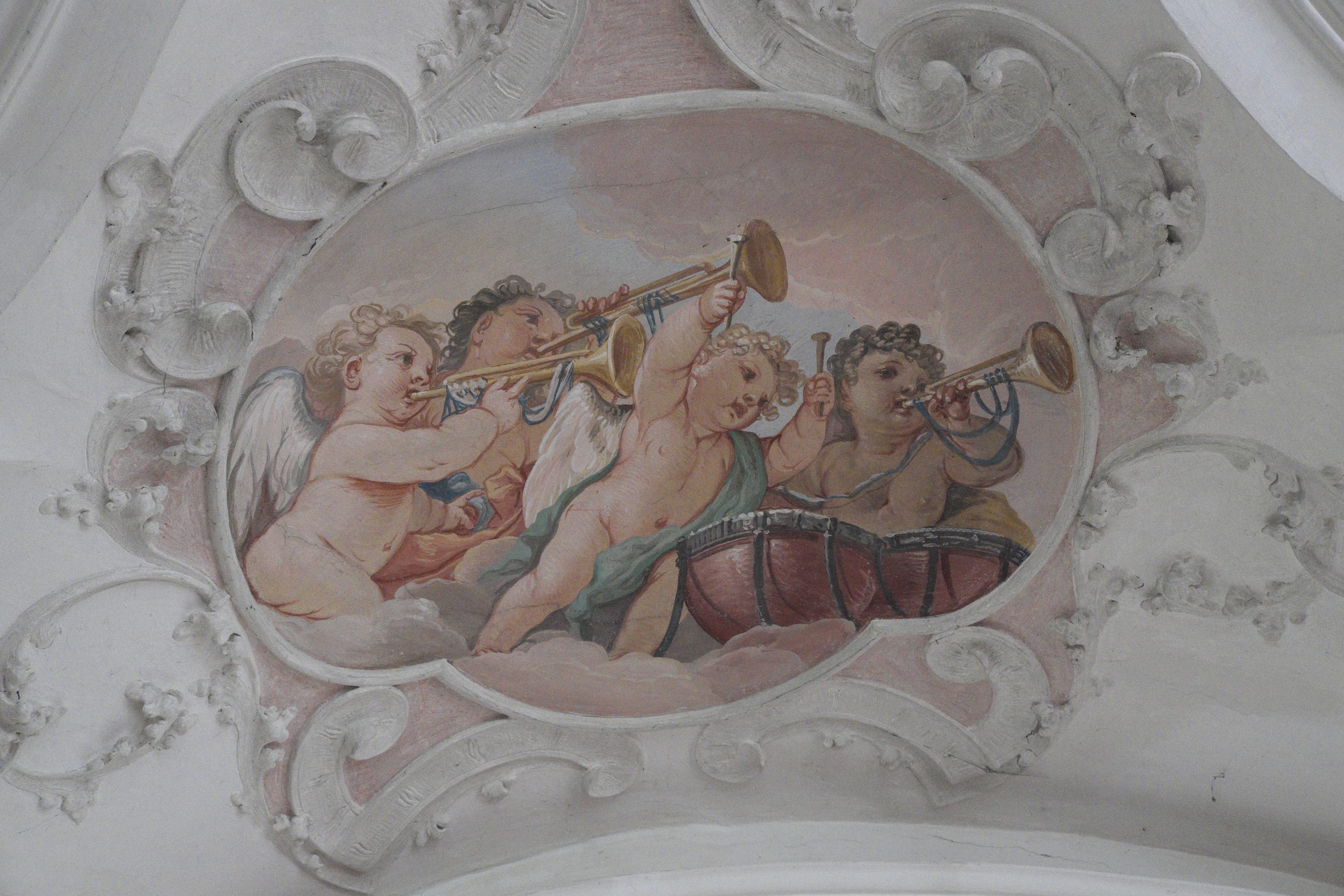
Musizierende Engel

## Ausstattung

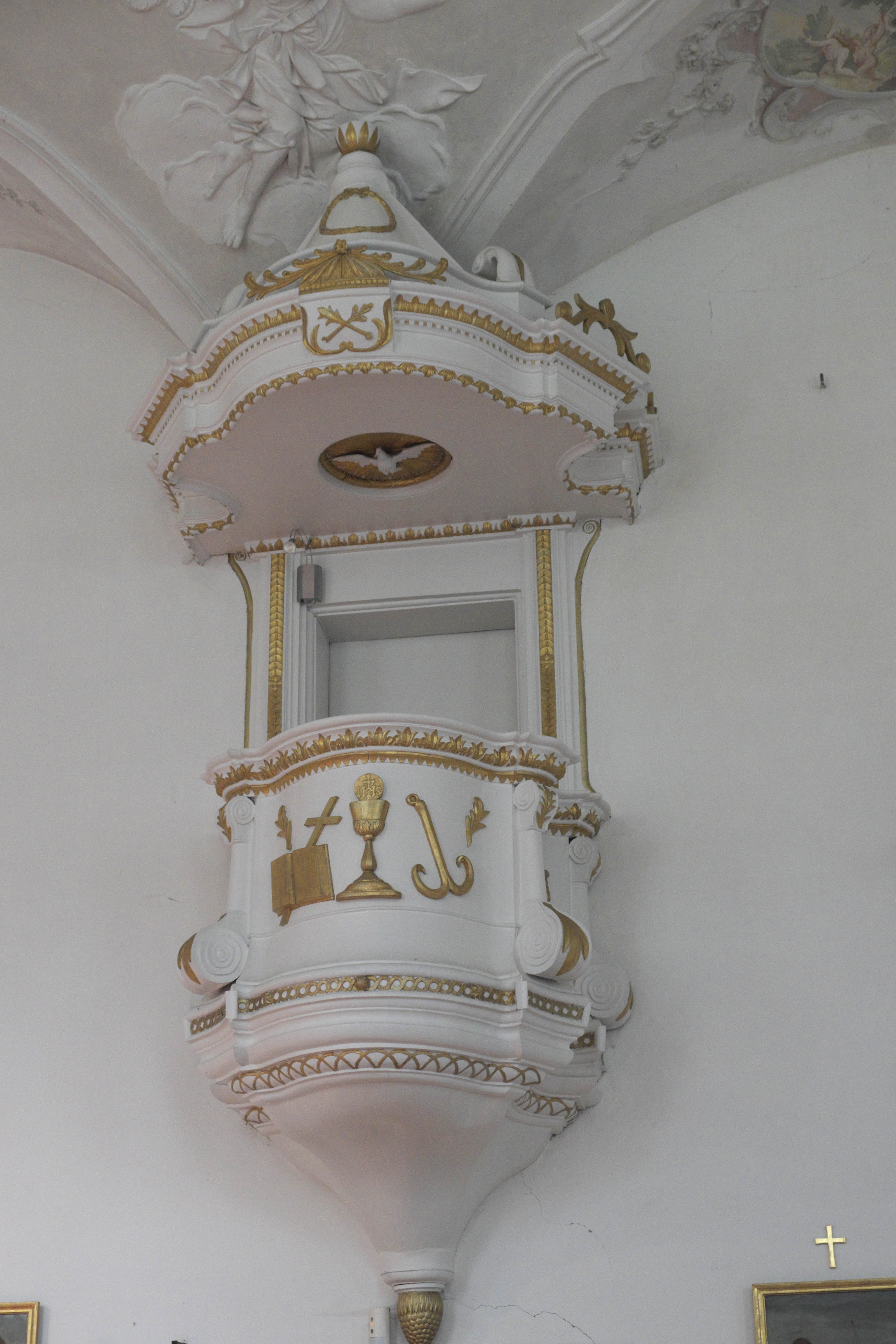
Kanzel

- Der Altar stammt aus dem frühen 18. Jahrhundert.
- Die klassizistische Kanzel wurde um 1770/80 geschaffen.

## Grabsteine
An der Südwand erinnern zahlreiche Grabsteine aus dem 15. bis 18. Jahrhundert an Komture von Blumenthal.